# Antonio Rüdiger
Antonio Rüdiger (Berlijn, 3 maart 1993) is een Duits profvoetballer van Sierra Leoonse afkomst die doorgaans als centrale verdediger speelt. Hij tekende in juni 2022 een contract tot medio 2026 bij Real Madrid, dat hem transfervrij overnam van Chelsea. Rüdiger debuteerde in 2014 in het Duits voetbalelftal.

## Clubcarrière

### VfB Stuttgart
Rüdiger stroomde in 2012 door vanuit de jeugd van VfB Stuttgart. Daarvoor debuteerde hij op 23 juli 2011 al in het tweede elftal, tijdens een wedstrijd in de 3. Liga tegen Arminia Bielefeld. Hij maakte op 29 januari 2012 ook zijn debuut in het eerste team, in een wedstrijd in de Bundesliga tegen Borussia Mönchengladbach. Rüdiger maakte op 4 oktober 2012 vervolgens zijn Europese debuut, tegen Molde FK in de Europa League. In zijn eerste seizoen bij Stuttgart speelde hij 24 wedstrijden in alle competities. 0
Gedurende het seizoen 2013/14 was hij het hele jaar basisspeler bij Stuttgart. Hiervoor maakte hij op 1 september 2013 zijn eerste doelpunt in de Bundesliga, tegen 1899 Hoffenheim. Hij miste de tweede seizoenshelft van zijn derde en laatste seizoen bij Stuttgart voor een groot deel door een meniscusblessure. Hij speelde in totaal 80 wedstrijden voor Stuttgart, waarin hij twee keer scoorde.

### AS Roma
Stuttgart verhuurde Rüdiger in augustus 2015 voor een jaar aan AS Roma, de nummer twee van de Serie A in het voorgaande seizoen. Dat bedong daarbij een optie tot koop ter hoogte van 9 miljoen euro. Op 12 september maakte hij zijn debuut in een 2-0 overwinning op Frosinone. Op 9 januari 2016 scoorde hij in een 1-1-gelijkspel tegen AC Milan zijn eerste doelpunt voor Roma. Rüdiger speelde dat seizoen dertig competitiewedstrijden voor de Italiaanse club en eindigde daarmee als derde in de Serie A. Hij maakte in die periode ook zijn debuut in de UEFA Champions League. AS Roma lichtte in mei 2016 de optie tot koop en legde Rüdiger vast tot medio 2020.
Zijn verblijf in Rome bleef in realiteit beperkt tot één extra seizoen. Daarin miste hij de eerste negen wedstrijden door een gescheurde kruisband, maar daarna kwam hij tot 35 wedstrijden in alle competities. In totaal speelde Rüdiger 72 wedstrijden voor Roma, waarin hij twee goals scoorde.

### Chelsea
Rüdiger tekende in juli 2017 een contract tot medio 2022 bij Chelsea, de kampioen van de Premier League in het voorgaande seizoen. Dat betaalde € 32.750.000 voor hem aan AS Roma. Dat kreeg daarbij tot € 5.650.000 extra in het vooruitzicht aan eventuele bonussen. Hij ging spelen met rugnummer 2. Op 6 augustus maakte hij als invaller voor Marcos Alonso zijn debuut voor Chelsea in de met 4-1 verloren strijd om de Community Shield. Zes dagen later maakte hij zijn debuut in de Premier League tegen Burnley (2-3 verlies). 
Op 25 oktober maakte hij in de vierde ronde van de EFL Cup tegen Everton zijn eerste goal voor Chelsea. Zijn eerste Premier League-goal viel een maand later tegen Swansea City, waarmee hij persoonlijk de drie punten binnenhaalde. Op 19 mei 2018 speelde hij negentig minuten in de met 1-0 gewonnen FA Cup-finale tegen Manchester United. 
In zijn tweede jaar bij Chelsea won Rüdiger de Europa League. Zelf was hij tegen het einde van het seizoen geblesseerd, maar toch kwam hij tot 44 wedstrijden dat seizoen. Rüdiger speelde op 1 februari 2020 zijn honderdste officiële wedstrijd voor Chelsea. Hij maakte die dag allebei de doelpunten voor zijn ploeg in een competitiewedstrijd uit bij Leicester City (2–2).
Op 29 mei 2021 won Rüdiger met Chelsea de finale van de Champions League door Manchester City met 1-0 te verslaan. Rüdiger speelde negentig minuten mee. Hij werd vervolgens opgenomen in het CL-squad of the season en hij werd derde in de ranking van Defender of the season achter ploeggenoot César Azpilicueta en winnaar Rúben Dias. In zijn laatste seizoen bij Chelsea won Rüdiger de UEFA Super Cup van Villarreal, de FIFA Club World Cup van Palmeiras en verloor het twee bekerfinales van Liverpool. Hij speelde in totaal 203 wedstrijden, waarin hij goed was voor twaalf goals en vijf assists.

### Real Madrid
Op 2 juni tekende Rüdiger transfervrij bij regerend Champions League-winnaar Real Madrid, waar hij een contract tekende voor vier seizoenen. Hij ging spelen met rugnummer 22. Op 10 augustus maakte hij in de Supercup tegen Eintracht Frankfurt als invaller zijn debuut. Hij scoorde op 11 september 2022 in een 4-1 overwinning op RCD Mallorca. In februari 2023 won hij voor de tweede keer in zijn carrière het WK voor clubs, door Al-Hilal te verslaan. Zijn derde prijs dat seizoen pakte hij op 6 mei tegen CA Osasuna in de finale van de Copa del Rey.
Door langdurige blessures van Éder Militão en David Alaba was Rüdiger in zijn tweede seizoen de onbetwiste verdedigingsleider. Hij won dat seizoen voor het eerst de Supercopa de España, maar ook werd Real kampioen van Spanje en won het de Champions League. Voor die competitie werd hij bovendien opgenomen in het Team of the Season.

## Clubstatistieken
| Seizoen     | Club             | Competitie       | Competitie | Competitie | Beker | Beker | Internationaal | Internationaal | Totaal | Totaal |
| Seizoen     | Club             | Competitie       | Wed.       | Dlp.       | Wed.  | Dlp.  | Wed.           | Dlp.           | Wed.   | Dlp.   |
| ----------- | ---------------- | ---------------- | ---------- | ---------- | ----- | ----- | -------------- | -------------- | ------ | ------ |
| 2011/12     | VfB Stuttgart II | 3. Liga          | 17         | 1          | –     | –     | –              | –              | 17     | 1      |
| 2012/13     | VfB Stuttgart II | 3. Liga          | 4          | 2          | –     | –     | –              | –              | 4      | 2      |
| 2014/15     | VfB Stuttgart II | 3. Liga          | 1          | 0          | –     | –     | –              | –              | 1      | 0      |
| Club totaal | Club totaal      | Club totaal      | 22         | 3          | 0     | 0     | 0              | 0              | 22     | 3      |
| 2011/12     | VfB Stuttgart    | Bundesliga       | 1          | 0          | 0     | 0     | 0              | 0              | 1      | 0      |
| 2012/13     | VfB Stuttgart    | Bundesliga       | 16         | 0          | 4     | 0     | 4              | 0              | 24     | 0      |
| 2013/14     | VfB Stuttgart    | Bundesliga       | 30         | 2          | 1     | 0     | 4              | 0              | 35     | 2      |
| 2014/15     | VfB Stuttgart    | Bundesliga       | 19         | 0          | 1     | 0     | 0              | 0              | 20     | 0      |
| Club totaal | Club totaal      | Club totaal      | 66         | 2          | 6     | 0     | 8              | 0              | 80     | 2      |
| 2015/16     | → AS Roma        | Serie A          | 30         | 2          | 1     | 0     | 6              | 0              | 37     | 2      |
| 2016/17     | AS Roma          | Serie A          | 26         | 0          | 4     | 0     | 5              | 0              | 35     | 0      |
| Club totaal | Club totaal      | Club totaal      | 56         | 2          | 5     | 0     | 11             | 0              | 72     | 2      |
| 2017/18     | Chelsea          | Premier League   | 27         | 2          | 12    | 1     | 6              | 0              | 45     | 3      |
| 2018/19     | Chelsea          | Premier League   | 33         | 1          | 7     | 0     | 4              | 0              | 44     | 1      |
| 2019/20     | Chelsea          | Premier League   | 20         | 2          | 4     | 0     | 2              | 0              | 26     | 2      |
| 2020/21     | Chelsea          | Premier League   | 19         | 1          | 4     | 0     | 11             | 0              | 34     | 1      |
| 2021/22     | Chelsea          | Premier League   | 34         | 3          | 8     | 1     | 12             | 1              | 54     | 5      |
| Club totaal | Club totaal      | Club totaal      | 133        | 9          | 35    | 2     | 35             | 1              | 203    | 12     |
| 2022/23     | Real Madrid      | Primera División | 33         | 1          | 7     | 0     | 13             | 1              | 53     | 2      |
| 2023/24     | Real Madrid      | Primera División | 33         | 1          | 3     | 1     | 12             | 0              | 48     | 2      |
| Club totaal | Club totaal      | Club totaal      | 66         | 2          | 10    | 1     | 25             | 1              | 101    | 4      |
| Totaal      | Totaal           | Totaal           | 343        | 18         | 56    | 3     | 79             | 2              | 478    | 20     |

Bijgewerkt tot en met 23 juni 2024.

## Interlandcarrière
Rüdiger kwam uit voor Duitsland –18, Duitsland –19 en Duitsland –20. Hij debuteerde in 2012 in Duitsland –21. Hij maakte op dinsdag 13 mei 2014 onder leiding van bondscoach Joachim Löw zijn debuut in het Duits voetbalelftal, in een oefeninterland tegen Polen (0–0), net als Christian Günter, Oliver Sorg, Shkodran Mustafi, Sebastian Rudy, Christoph Kramer, Leon Goretzka, André Hahn, Max Meyer, Maximilian Arnold, Kevin Volland en Sebastian Jung. Rüdiger werd door Löw in mei 2016 opgenomen in de selectie voor het EK 2016, maar haakte op 7 juni geblesseerd af. Rüdiger nam in juni 2017 met Duitsland deel aan de FIFA Confederations Cup 2017, die werd gewonnen door in de finale Chili te verslaan (1–0). Rüdiger maakte eveneens deel uit van de Duitse selectie die onder leiding van bondscoach Joachim Löw deelnam aan het WK 2018 in Rusland. Daar werd Die Mannschaft voortijdig uitgeschakeld. De ploeg strandde in de groepsfase, voor het eerst sinds het wereldkampioenschap 1938, na nederlagen tegen Mexico (0–1) en Zuid-Korea (0–2). In groep F werd alleen van Zweden (2–1) gewonnen. Rüdiger speelde als basisspeler mee in een van de drie groepswedstrijden.
In het EK 2020, dat door corona in 2021 plaatsvond, speelde Rüdiger in alle vier de wedstrijden mee, voor het in de achtste finale werd uitgeschakeld door Engeland. Hij speelde alle drie wedstrijden op het WK 2022, waarin Duitsland niet uit een poule kwam met Spanje, Japan en Costa Rica. Rüdiger werd op 8 juni 2024 door bondscoach Julian Nagelsmann opgenomen in de Duitse selectie voor het EK 2024 in eigen land. Duitsland werd groepswinnaar in een groep met Schotland, Hongarije en Zwitserland en won in de achtste finales van Denemarken (2–0), maar werd in de kwartfinales na een verlenging uitgeschakeld door Spanje (2–1). Rüdiger miste op het toernooi geen minuut aan speeltijd en werd tegen Denemarken benoemd tot Speler van de Wedstrijd.

## Erelijst
| Competitie                |         |            |         |         |
| Competitie                | Aantal  | Jaren      |         |         |
| Chelsea                   | Chelsea | Chelsea    | Chelsea | Chelsea |
| ------------------------- | ------- | ---------- | ------- | ------- |
| UEFA Champions League     | 1×      | 2020/21    |         |         |
| UEFA Europa League        | 1×      | 2018/19    |         |         |
| UEFA Super Cup            | 1×      | 2021       |         |         |
| FIFA Club World Cup       | 1×      | 2021       |         |         |
| FA Cup                    | 1×      | 2017/18    |         |         |
| Real Madrid               |         |            |         |         |
| UEFA Champions League     | 1×      | 2023/24    |         |         |
| UEFA Super Cup            | 2×      | 2022, 2024 |         |         |
| FIFA Club World Cup       | 1×      | 2022       |         |         |
| FIFA Intercontinental Cup | 1×      | 2024       |         |         |
| Primera División          | 1×      | 2023/24    |         |         |
| Copa del Rey              | 1×      | 2022/23    |         |         |
| Supercopa de España       | 1×      | 2023/24    |         |         |

| Competitie              | Winnaar   | Winnaar   | Runner-up | Runner-up | Derde     | Derde     |
| Competitie              | Aantal    | Jaren     | Aantal    | Jaren     | Aantal    | Jaren     |
| Duitsland               | Duitsland | Duitsland | Duitsland | Duitsland | Duitsland | Duitsland |
| ----------------------- | --------- | --------- | --------- | --------- | --------- | --------- |
| FIFA Confederations Cup | 1×        | 2017      |           |           |           |           |

## Privé
Rüdigers vader is Duits en zijn moeder is afkomstig uit Sierra Leone. Zijn halfbroer Sahr Senessie speelde tussen 2004 en 2008 voor Borussia Dortmund.